# Bakterie mlekowe
Bakterie mlekowe, bakterie kwasu mlekowego (ang. lactic acid bacteria, LAB) – grupa fizjologiczna bakterii wyodrębniana ze względu na zdolność do obligatoryjnej fermentacji węglowodanów z wytworzeniem kwasu mlekowego (fermentacja mlekowa). Bakterie o tym typie metabolizmu zostały zebrane w rodzinie Lactobacteriaceae.
Bakterie z tej grupy:
- mają zróżnicowaną morfologię: długie pałeczki, krótkie pałeczki, ziarniaki typu paciorkowcowego[3];
- są Gram-dodatnie[3];
- nie wytwarzają endospor (poza Sporolactobacillus inulinus)[3];
- są katalozoujemne[3];
- są aerotolerancyjne[3].